# Bleu de Wolvega
Bleu de Wolvega is een blauwschimmelkaas uit de Friese plaats Wolvega.
De kaas wordt gemaakt door gepasteuriseerde koemelk te enten met een speciale schimmel. Daarna wordt de kaas in een mal gegoten en de wei eruit geperst. Tot slot worden er gaten in de kaas geprikt en zes maanden in een kelder opgeslagen, daar rijpt de kaas en groeien de schimmels door de gaten. Door dit proces krijgt de kaas een pittige maar toch zachte smaak.